# Megachile albomarginata
Megachile albomarginata är en biart som beskrevs av Smith 1879. Megachile albomarginata ingår i släktet tapetserarbin, och familjen buksamlarbin. Inga underarter finns listade i Catalogue of Life.